# Cratioma fenestratum
Cratioma fenestratum är en insektsart som först beskrevs av Stoll, C. 1787.  Cratioma fenestratum ingår i släktet Cratioma och familjen vårtbitare. Inga underarter finns listade i Catalogue of Life.